# Michael S. Davison
Michael Shannon Davison, né le 21 mars 1917 et mort le 7 septembre 2006, est un militaire américain de l'armée de terre des États-Unis.